# Aleksandr Nikolaevič Poskrëbyšev
Aleksandr Nikolaevič Poskrëbyšev (in russo Александр Николаевич Поскрёбышев?; Uspenskij, 7 agosto 1891 – Mosca, 3 gennaio 1965) è stato un politico sovietico.

## Biografia
Membro del Partito bolscevico dal marzo 1917, operò dal 1919 come funzionario nelle strutture sovietiche e partitiche. Fu dal 1924 al 1929 assistente di Stalin, dal 1929 al 1934 prima vice e poi direttore del Dipartimento segreto del Comitato Centrale, e dal 1934 al 1952 direttore del Dipartimento speciale. Tra il 1935 e il 1952 diresse anche la Cancelleria del Segretario generale, ruolo da cui fu rimosso alla fine del 1952 per non aver adeguatamente vigilato contro il cosiddetto complotto dei medici. Tra il 1952 e il 1953 fu segretario del Presidium del Comitato centrale e dell'Ufficio del Presidium.
Fu candidato membro del Comitato Centrale dal 1934 al 1939 e membro effettivo dal 1939 al 1954. Fu inoltre insignito del grado di tenente generale.